# Supercopa Gibralteña 2002
La Supercopa Gibralteña del 2002 fue una competición que se disputó a partido único en el Estadio Victoria el 9 de noviembre del 2002. Se enfrentaron el campeón de la Gibraltar Football League 2001/02 y de la Rock Cup 2001/02, el Lincoln fue campeón al ganarle 2:0 al Gibraltar United.
|                    | - |           |
| Gibraltar United 0 | - | Lincoln 2 |
| ------------------ | - | --------- |

|                   |
| Campeón           |
| Lincoln 2º título |